# 展览宫
展览宫（義大利語：Palazzo delle Esposizioni）是意大利罗马市的一座展览馆，新古典主义建筑风格，位于民族街。
展览宫的设计者是皮奥·皮亚琴蒂尼（Pio Piacentini），1883年开幕。它曾举办过一些重要展览（如法西斯革命展），在法西斯时期曾加以修改，因为它的风格修改被认为与时代脱节。
展览宫拥有139个座位的电影院，90个座位的礼堂，一个咖啡厅，一个240人的餐厅，一个图书馆和一个多功能空间，称为论坛。

## 主要展览
- 美术展览，1883年。
- 加里波第展览（1932）
- 法西斯革命展（1932-1934）
- Mostra Augustea della Romanità（1937）
- 罗马四年展（第1 - 4、6 - 10、12、13和15届）[1]

## 图片

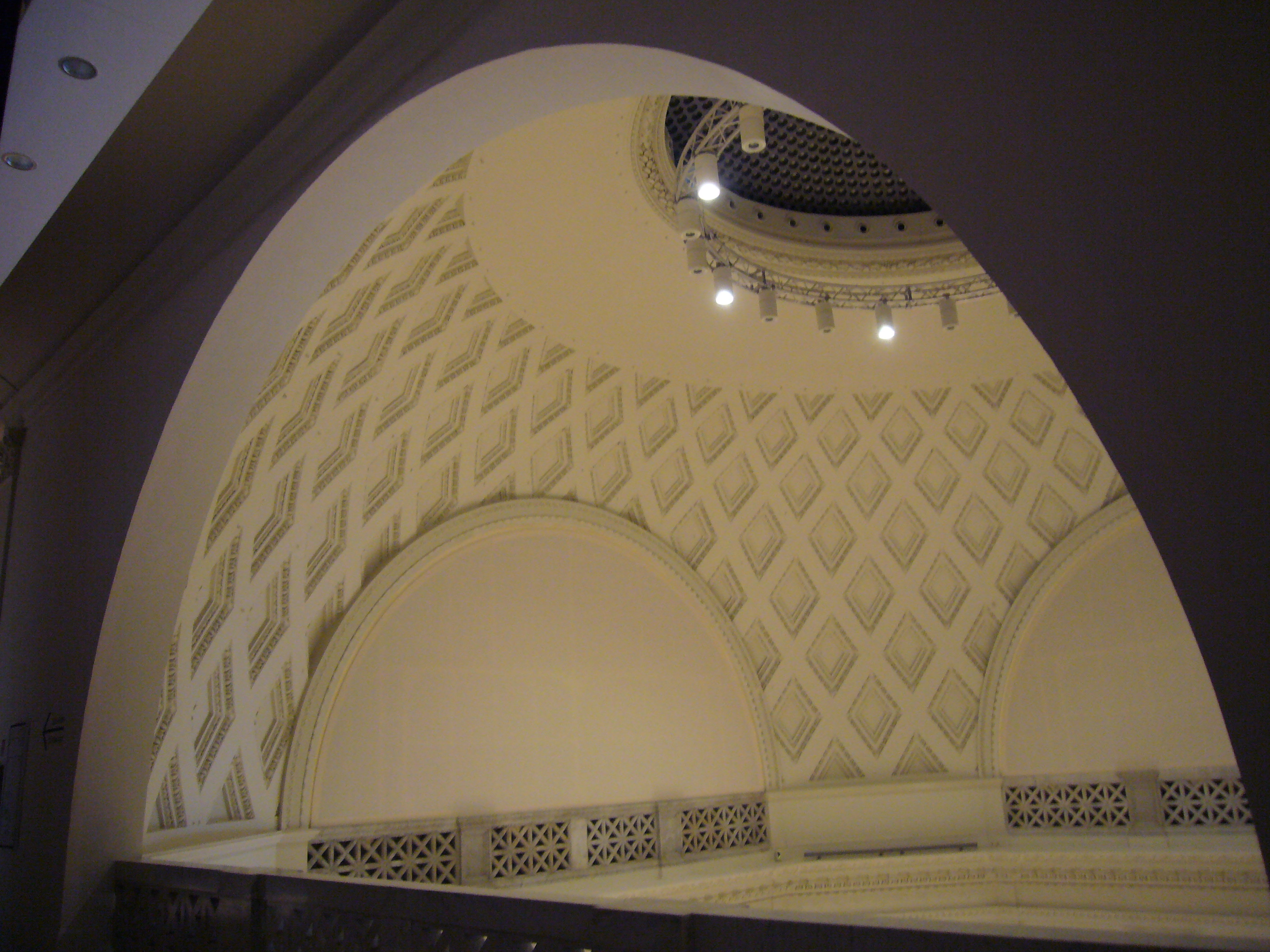
穹顶
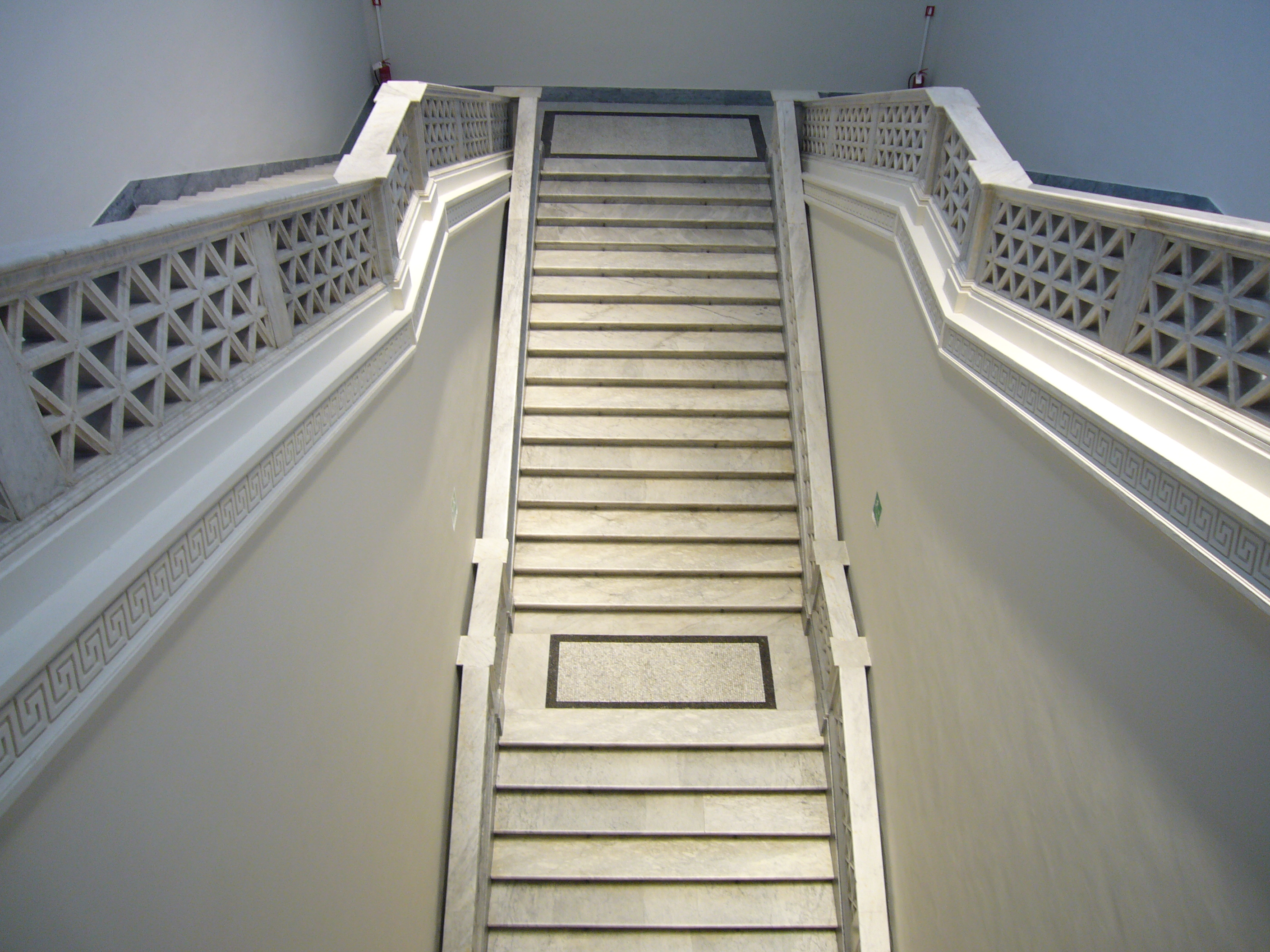
大阶梯